# Indústria làctia

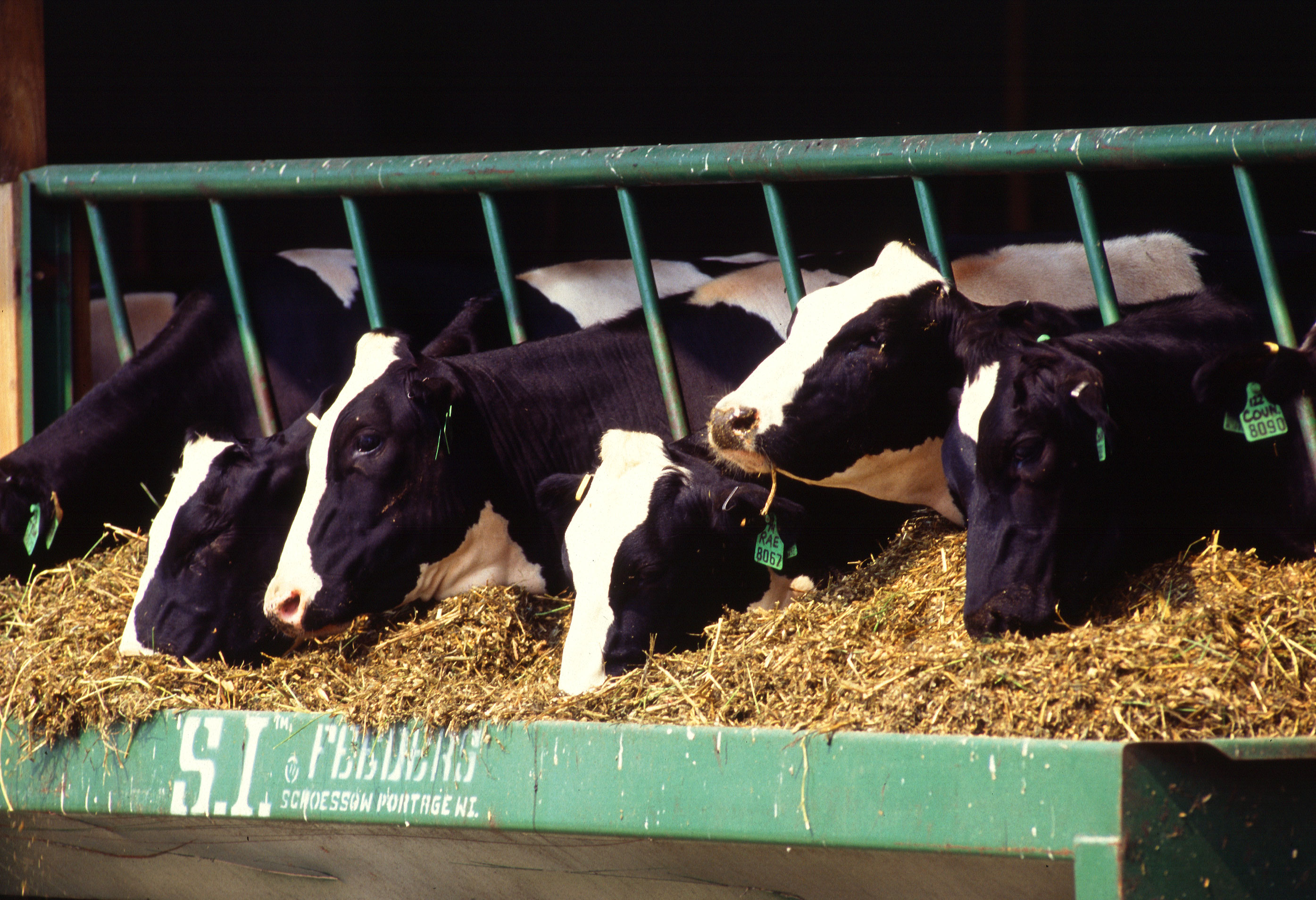
Vaques Frisones-Holstein alimentant-se.

La indústria làctia és el sector de la indústria que té com a matèria primera la llet procedent dels animals (en general, vaques). La llet és un dels aliments més bàsics pels humans. Els subproductes que genera aquesta indústria es denominen lactis i inclouen una àmplia varietat d'aliments, com els iogurts, formatges, mantegues i gelats, etc.

## Característiques
La indústria làctia té com a primera restricció manipular la llet per sota dels 7 °C, i el període d'emmagatzemament no ha de ser superior a tres dies. Els processos específics d'aquesta indústria són el desgreixatge i la pasteurització (escalfament a una temperatura de 72 °C durant un interval de 15 segons). Part de la llet es dedica a la ingesta en forma líquida o la producció de llet en pols, i a l'elaboració de formatges, mantegues i margarines.